# Gradisca d'Isonzo
Gradisca d'Isonzo (Gardiscje in friulano standard, Gardiscja nella variante locale) è un comune italiano di 6 364 abitanti del Friuli-Venezia Giulia. Il comune si fregia del titolo di città, concesso il 14 luglio 1936.

## Geografia fisica
Si trova sulla riva destra del fiume Isonzo, a dodici chilometri dal capoluogo provinciale, Gorizia.

## Origini del nome
Il toponimo di Gradisca, comune nella regione, ha origini slave: gradišče ("insediamento fortificato su una collina") e per estensione, poi, mutato col significato di paese, forte o castello. All'epoca della fondazione della fortezza si sarebbe voluto chiamarla Emopoli, in onore di Giovanni Emo, capitano della repubblica di Venezia, ma il nuovo nome non attecchì.

## Storia

### Dalle origini al Settecento

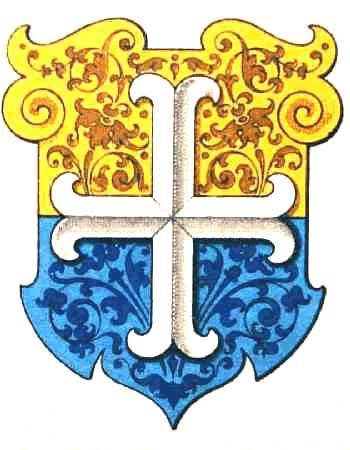
Blasone della Contea di Gradisca

Fin dai tempi antichi, il fiume Isonzo costituiva una efficace barriera difensiva. La zona di Gradisca, in particolare, si trovava in una posizione militare ed economica ideale.
Probabilmente abitato già in periodo romano e poi longobardo, l'attuale territorio di Gradisca nel X secolo fu luogo di frequenti e violente incursioni da parte degli ungari. Per ripopolare il territorio rimasto pressoché desolato, vi furono accolti ed insediati alcuni nuclei di coloni slavi, da cui l'origine del toponimo.
Il primo documento, ancora oggi conservato, che parla dell'abitato, risale al 1176 e descrive Gradisca come un villaggio agricolo di sette famiglie, alcune di origine slava, altre latine, sottoposte alla giurisdizione del Patriarca di Aquileia. La storia tace per i successivi trecento anni, nei quali il luogo resta un centro agricolo politicamente insignificante, appartenente al feudo di Farra d'Isonzo.
Solo dopo il 1420, con l'annessione del Patriarcato di Aquileia da parte della Repubblica di Venezia, l'abitato assume maggiore rilevanza grazie alla sua posizione strategica e di confine dello Stato veneziano di terraferma fino al 1511: a partire dal 1473 l'insediamento cambia volto e vocazione, venendo rifondato all'interno di una potente ed ampia fortezza, al centro di un più vasto sistema difensivo, concepito come baluardo di difesa della Serenissima (e della cristianità) contro le devastanti incursioni dei Turchi.
Sfruttando la difesa naturale fornita dal fiume Isonzo, Venezia cerca di opporsi alle incursioni turche realizzando una linea fortificata da Mainizza a Fogliano, con Gradisca come punto di forza. Tra il 1476 e il 1498 viene infatti costruita, sulla riva destra dell'Isonzo, una imponente fortezza difensiva. L'intera città viene racchiusa in una possente cinta muraria alta quasi venti metri, mentre, all'esterno delle mura, le acque del fiume vennero deviate e convogliate in un ampio fossato difensivo, mentre la cinta muraria viene rafforzata da sette torri fortificate.
Nell'arco di pochi anni, il borgo agricolo acquisisce così importanza tale che, nel 1500, Leonardo da Vinci viene inviato a Gradisca su incarico del Senato veneto, per mettere a punto nuove armi e sistemi di difesa dell'avamposto. Oggi all'entrata presso Porta Nuova è presente un busto Leonardo da Vinci.
Del periodo veneto attualmente si conservano gran parte delle mura, sei torrioni, la porta Nuova, oltre a numerosi edifici medioevali, tra cui la chiesa della Beata Vergine dell'Addolorata e la casa dei Provveditori veneti (dal 1965 sede dell'enoteca "La Serenissima", prima enoteca regionale pubblica italiana).
Nel 1511, durante la guerra della Lega di Cambrai, le truppe dell'Imperatore del Sacro Romano Impero Massimiliano I d'Asburgo assediano e bombardarono la città che nonostante la strenua resistenza, in seguito ad una pestilenza scoppiante tra la popolazione dovette capitolare divenendo un capitanato imperiale.
La città acquista notevole importanza militare durante il capitanato di Niccolò della Torre, che fa aggiungere nuove fortificazioni. Contemporaneamente si ha un notevole aumento della popolazione e la città acquista un'autonomia sempre maggiore.

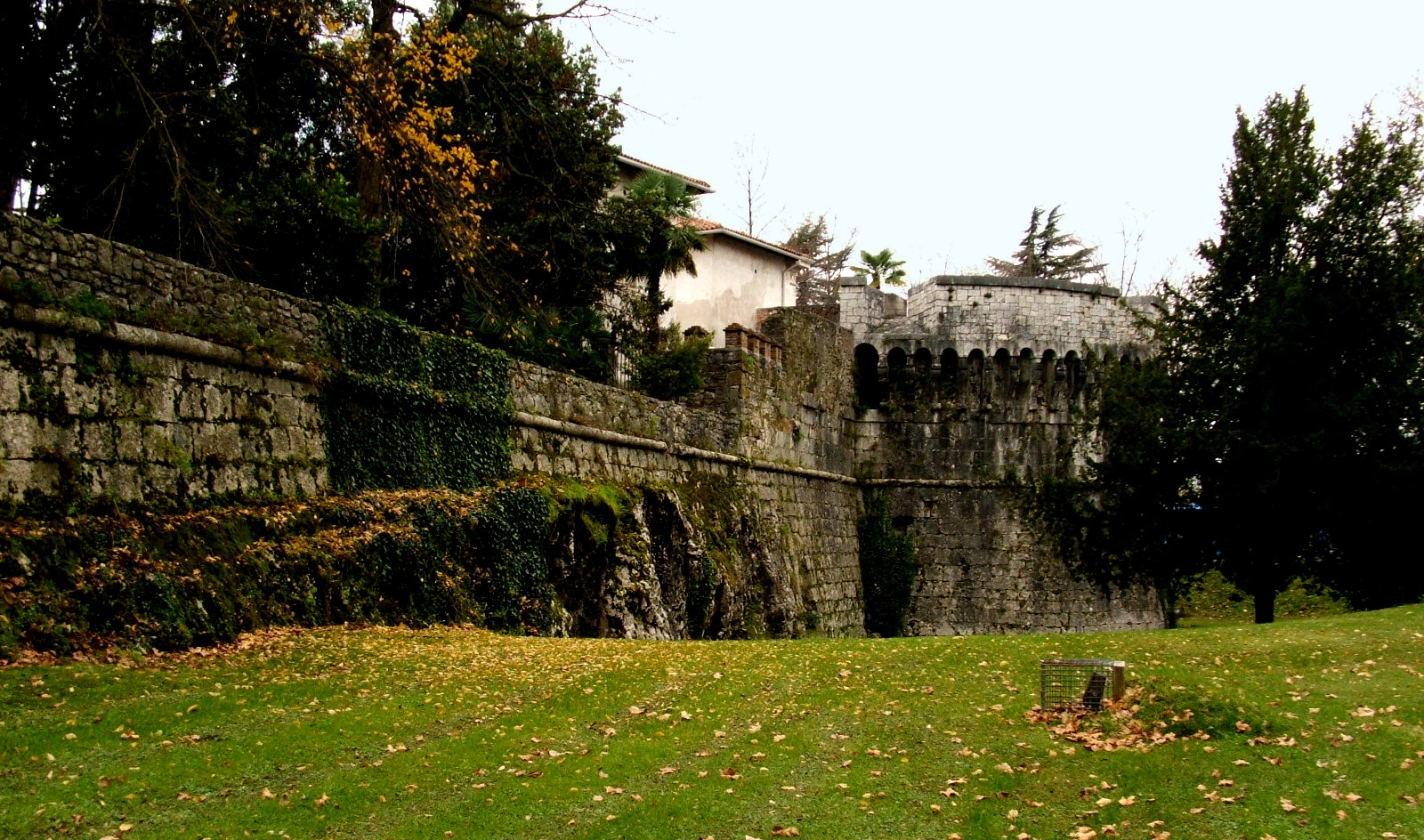
Cinta muraria esterna

Dal 1615 al 1617 Venezia tenta inutilmente di riprendere il controllo del territorio, dando inizio alla Guerra di Gradisca. Dopo aver resistito per due anni agli attacchi veneziani, al termine della guerra la città diventa capoluogo della nuova Contea di Gradisca, in seguito venduta da Ferdinando III, per far fronte alle spese della Guerra dei Trent'anni, al principe Giovanni Antonio di Eggenberg.
Questo è senz'altro il periodo più fiorente per la città, che, da fortezza militare, subisce una progressiva trasformazione in città residenziale nobiliare.
L'abitato si arricchisce di nuovi palazzi, molti dei quali presenti ancora oggi, tra cui l'imponente palazzo Torriani (attuale municipio), antica residenza della nobile famiglia dei Della Torre, cui appartennero alcuni tra i più importanti capitani della città.
Di notevole rilievo anche alcuni edifici pubblici dell'epoca, il palazzo del monte di pietà e la loggia dei mercanti (ora sede del lapidario civico) e alcune residenze nobiliari come il palazzo De Comelli-Stuckenfeld e quello De Fin Patuna. Dello stesso periodo è il duomo barocco dei ss. Pietro e Paolo (costruito su una chiesa preesistente, di probabile origine longobarda), all'interno del quale è possibile ammirare la tomba monumentale in cui è sepolto Niccolò II della Torre, primo capitano della città, oltre agli altari del XVIII secolo e ad alcuni affreschi dello stesso periodo.
Dal 1647 al 1717, le cinquantadue località comprese nella contea di Gradisca assumono i caratteri di uno piccolo Stato autonomo, amministrato da uomini di valore come Francesco Ulderico della Torre (discendente dalla famiglia dei Torriani, signori di Milano), che garantiscono alla città una fiorente economia e una notevole indipendenza dal potere imperiale anche in materia legislativa, monetaria e di misure.
Nel 1717, con l'estinzione della linea maschile del casato degli Eggenberg, la contea tornò ad essere asburgica.
Nel 1754, sotto il governo di Maria Teresa d'Austria, la città ed il suo territorio vengono fusi alla Contea di Gorizia, a formare una nuova entità statale: la Contea Principesca di Gorizia e Gradisca, mantenendo tuttavia una notevole influenza culturale ed economica, diventando, nonostante la sua subordinazione politica a Gorizia, sede vescovile nel 1788.

### Dall'Ottocento ad oggi
La stabilità delle contee è turbata dall'arrivo di Napoleone, che le conquista nel 1797, restituendole in un primo tempo all'Austria, per poi riconquistarle nuovamente nel 1805, quando la città diviene capoluogo di viceprefettura del dipartimento di Passariano, all'interno del neocostituito Regno d'Italia, che proprio sull'Isonzo pone il suo confine orientale. Ripresa dagli austriaci dopo la caduta dell'imperatore francese nel 1815, la città, ormai priva di ogni importanza militare, acquista invece un notevole rilievo turistico come città di villeggiatura nel corso della seconda metà dell'Ottocento; mentre il castello viene, per un periodo, utilizzato come penitenziario (ospitando molti esponenti del risorgimento).
Nel 1855 il feldmaresciallo Radetzky, governatore del Lombardo-Veneto, consente l'abbattimento di parte delle mura della fortezza, accogliendo una richiesta dei cittadini, per dare alla città maggior respiro: nel 1863 viene così creata la "Spianata", un pregevole luogo di ritrovo, che dall'inizio del XX secolo si arricchirà di splendidi caffè e locali alla moda.
Nel 1914 scoppia la prima guerra mondiale: i gradiscani vi partecipano sotto l'uniforme austro-ungarica, principalmente sul fronte orientale; alcuni invece disertano e fuggono verso l'Italia, per evitare l'arruolamento o per motivi ideologici e nazionali.
Durante la ritirata di Caporetto la città viene data alle fiamme dall'esercito italiano in ritirata, subendo gravi danni.
Al termine della guerra, il 6 gennaio 1921, la città viene annessa all'Italia.
Tra gli edifici più recenti, l'imponente teatro comunale, realizzato a partire da scuderie settecentesche, che si affaccia su piazza Unità d'Italia, all'ingresso del centro storico.
Nel maggio del 1945, al termine del secondo conflitto mondiale, la comunità gradiscana teme l'annessione alla Jugoslavia di Tito, ma dopo una provvisoria amministrazione militare alleata, la sovranità italiana sul territorio viene riconfermata.
Da alcuni anni Gradisca è anche nota per la prestigiosa galleria d'arte regionale "Luigi Spazzapan" (nel palazzo Torriani), che, oltre ad ospitare numerose opere dell'artista, è solita organizzare mostre ed eventi artistici di notevole interesse.

### Simboli
Lo stemma del comune di Gradisca d'Isonzo è costituito da uno scudo di colore oro nella metà parte alta di colore giallo ed azzurro nella metà parte bassa con il simbolo della croce latina di color argento che sovrasta la mezza luna, sormontato da una corona a forma di cinta muraria a nove torri.

Il comune fa uso, nelle cerimonie ufficiali, del gonfalone. Esso è costituito da un drappo nella metà parte alta di colore giallo e nella metà parte bassa di colore azzurro, raffigurante nel centro lo stemma, sopra il quale compaiono le parole: "Città di Gradisca d'Isonzo", circondato a sinistra da un ramo di alloro ed a destra da un ramo di quercia uniti da un nastro tricolore.

### La comunità ebraica
Dal XVI secolo Gradisca fu sede di una piccola ma fiorente comunità ebraica. Scomparse le due sinagoghe, a testimonianza della presenza ebraica rimangono alcuni edifici del ghetto settecentesco sull'attuale via Petrarca ed il cimitero ottocentesco di via dei Campi, oltre che il toponimo Gerusalemme, indicante un borgo cittadino.

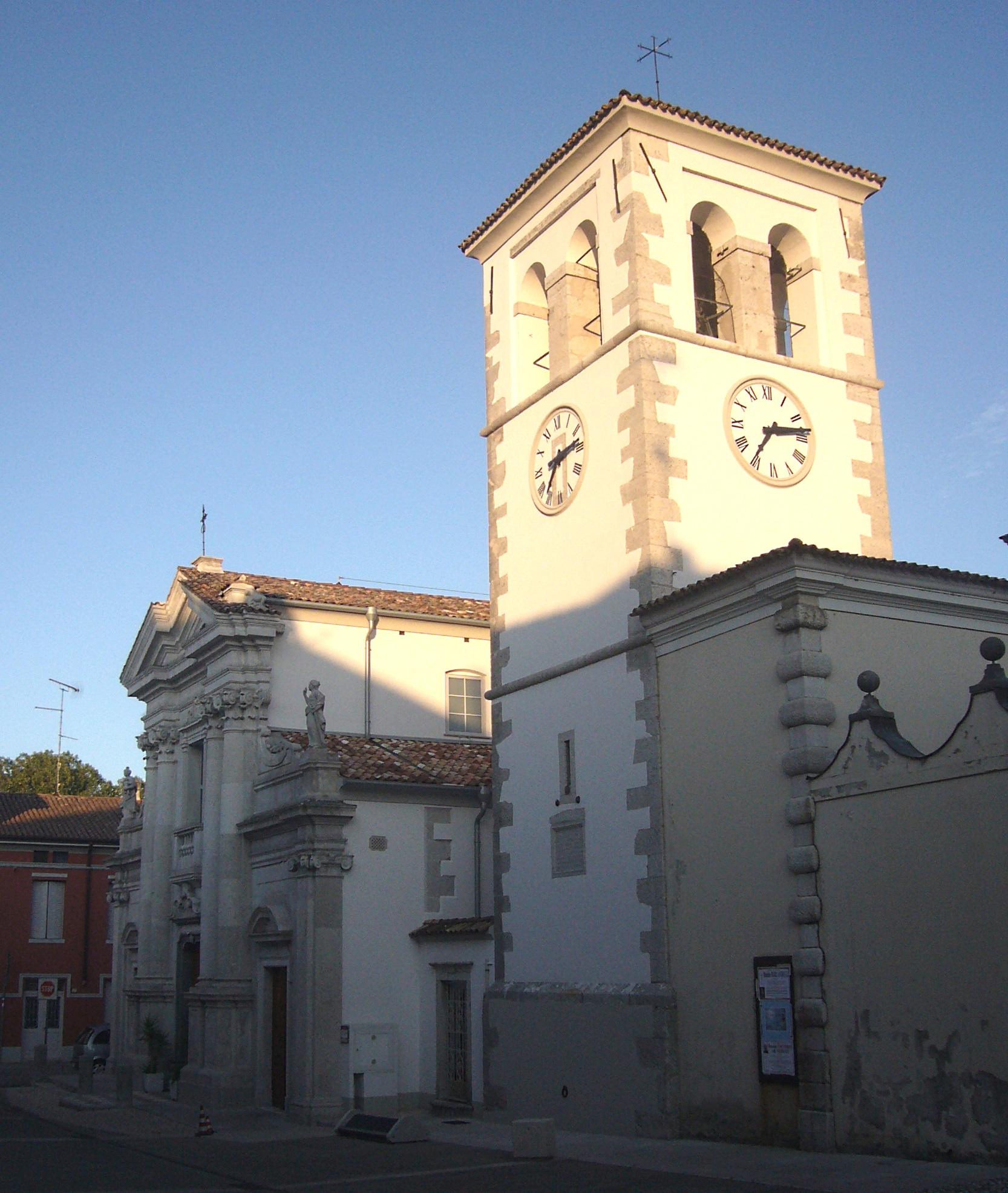
Duomo dei Santi Pietro e Paolo

## Monumenti e luoghi d'interesse
Gradisca d'Isonzo fa parte del club I borghi più belli d'Italia.

### Architetture religiose
- Duomo dei Santi Pietro e Paolo, via Bergamas
- Chiesa della Beata Vergine Addolorata, via Ciotti
- Chiesa di Santo Spirito, piazza Marconi. Nella chiesa è notevole la Pala d'altare della Vergine, opera di Pompeo Randi.

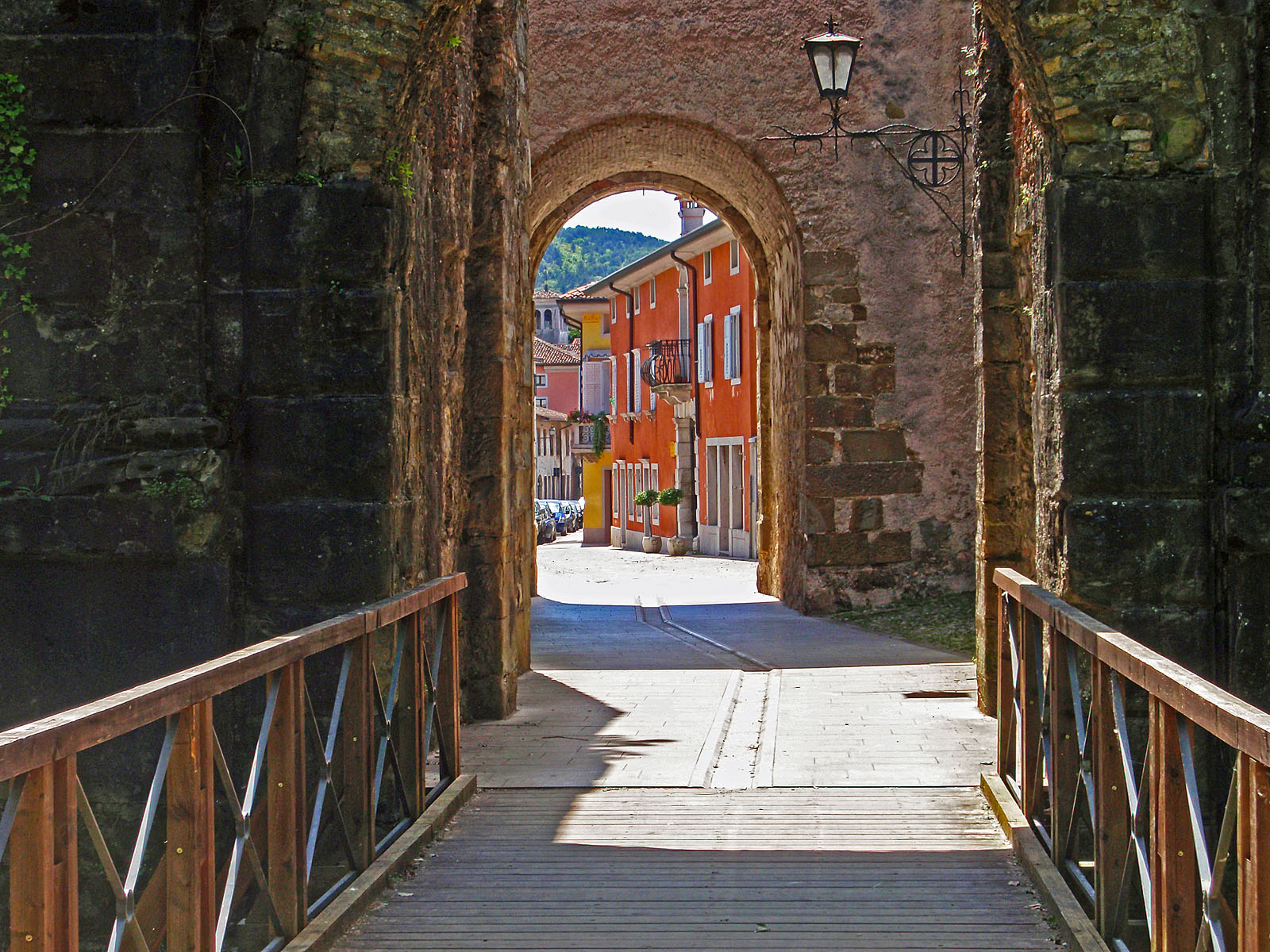
Porta Nuova

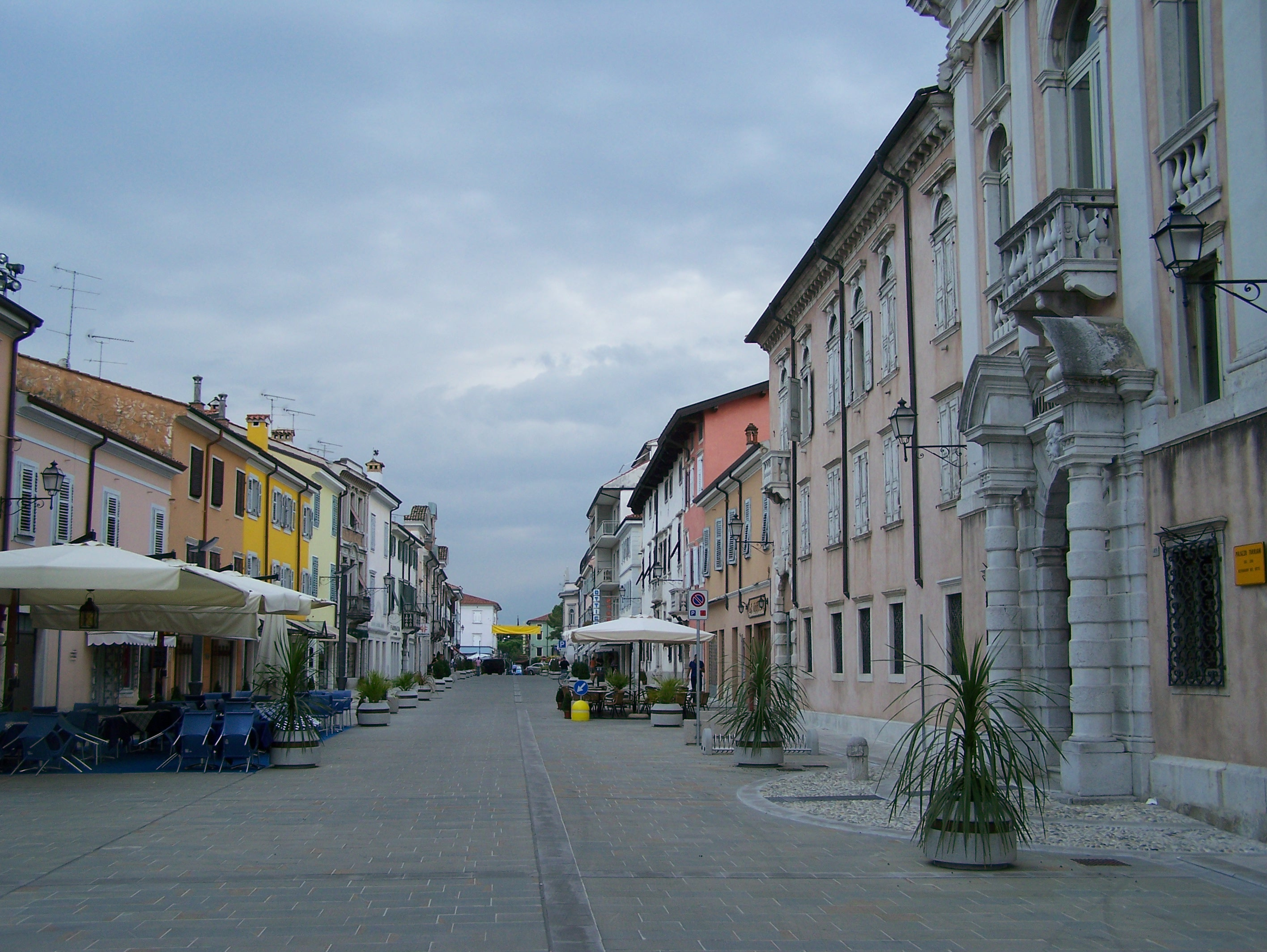
Centro storico, via Ciotti

### Architetture civili
- Palazzo Torriani, via Ciotti. L'edificio si configura nella tipologia di villa suburbana, compromesso architettonico fra il palazzo di città, chiuso e compatto blocco che s'impone con forza nel tessuto urbano, e la dimora di campagna che, articolandosi con ali e padiglioni, ricerca maggiormente il rapporto con l'ambiente esterno. Il palazzo dispone di un doppio ingresso, uno da via Ciotti e l'altro da via Bergamas, su cui si affaccia un cortile. È sede del municipio e della galleria regionale d'arte contemporanea "Luigi Spazzapan".
- Palazzo Monte di pietà, via Alighieri
- Casa dei Provveditori veneti, via Battisti. È sede dell'enoteca regionale "La Serenissima".
- Loggia dei Mercanti, via Battisti. È sede del lapidario civico.

### Architetture militari

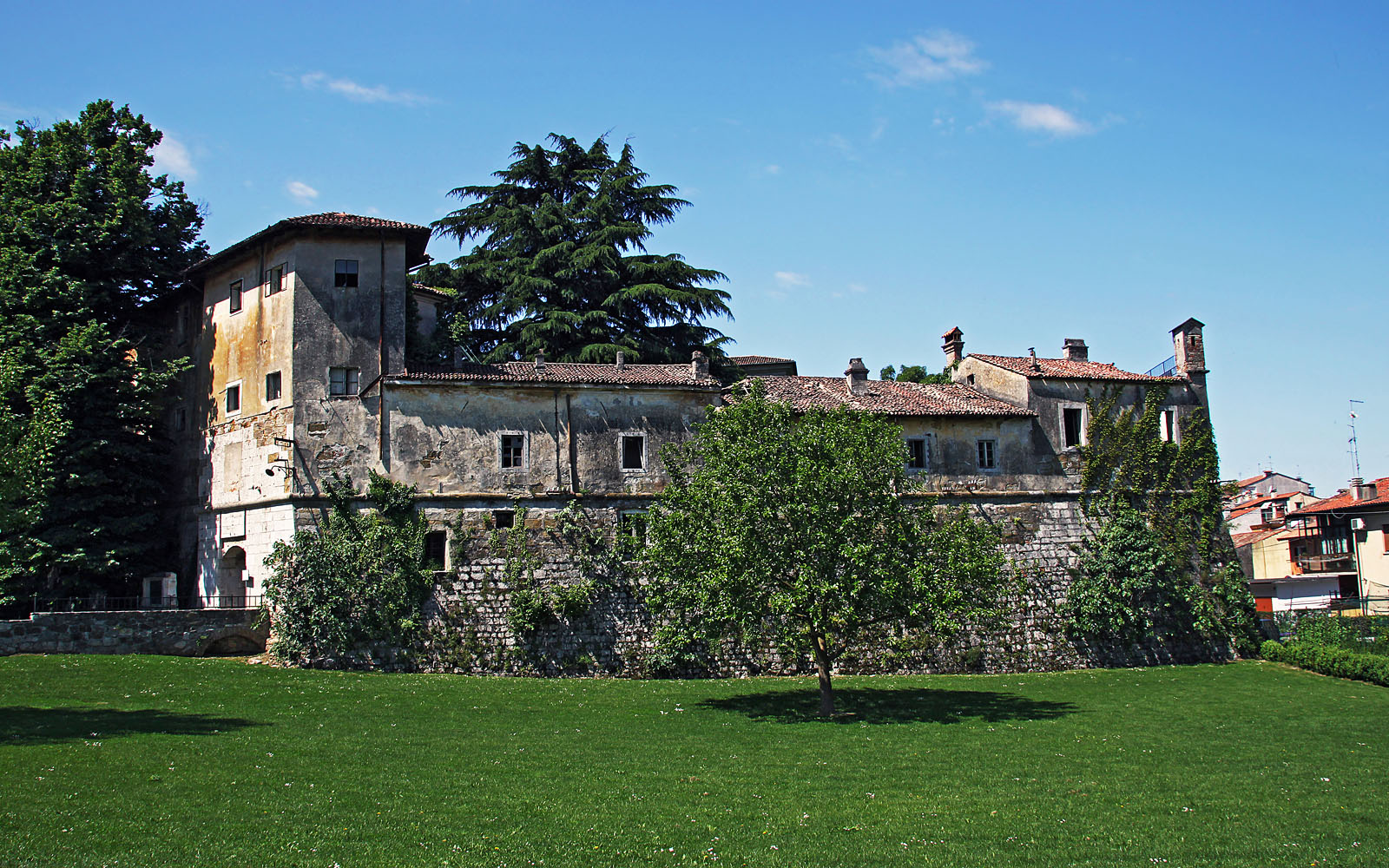
Castello di Gradisca d'Isonzo

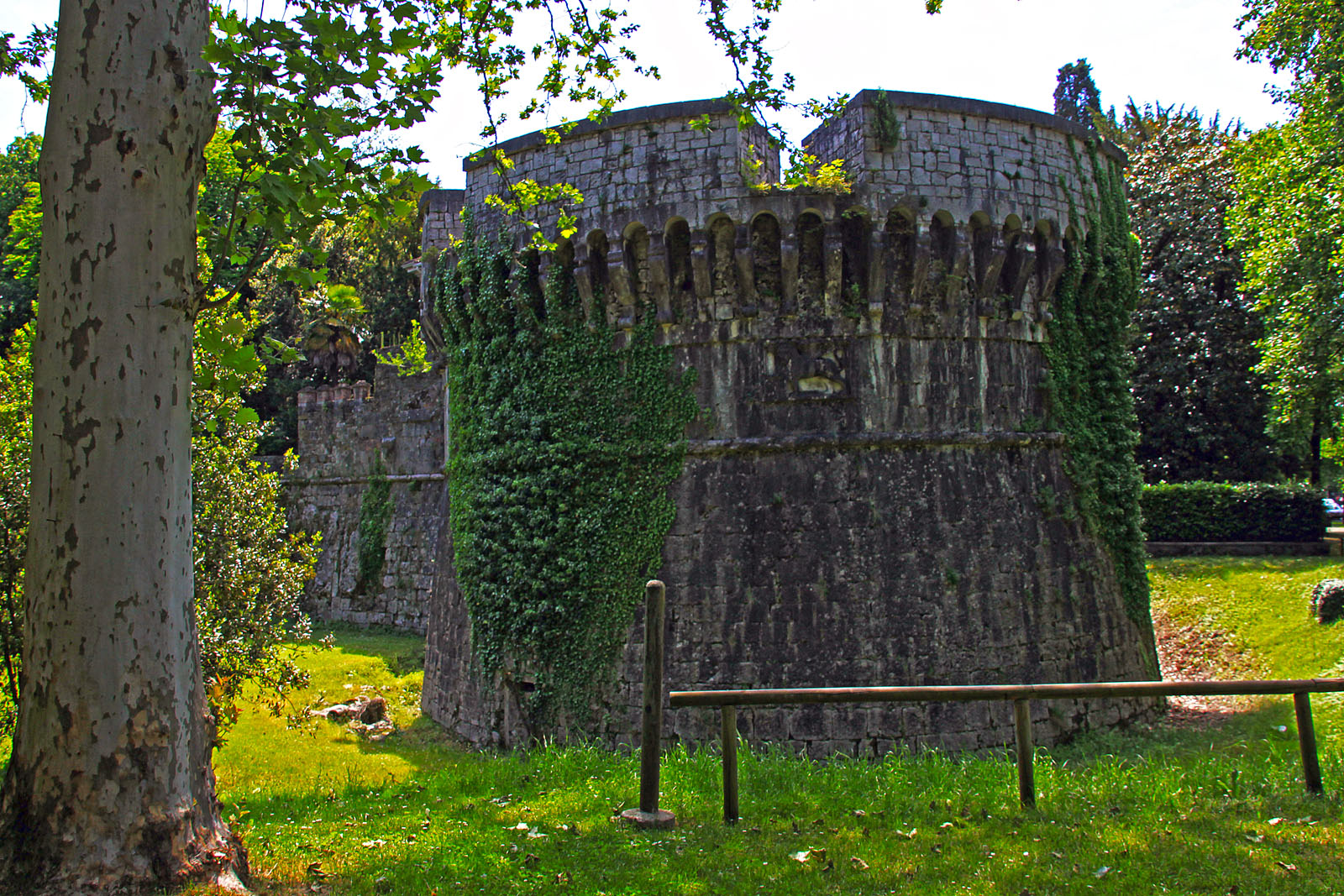
Parco della Rotonda

- Castello di Gradisca d'Isonzo, poderoso complesso di fortificazioni, edificato dai veneziani nell'ultimo decennio del Quattrocento su progetto di tre architetti, Giovanni Contrin, Giacomo di Francia e Giovanni Borella. In epoca austriaca subì notevoli ampliamenti (XVI-XVII secolo) e successivamente venne adibito a penitenziario (prima metà dell'Ottocento). Vi fu tenuto prigioniero, fra gli altri, Federico Confalonieri.
- Parti della cinta muraria. Comprende il torrione della Calcina, il torrione della Marcella, il torrione della Spiritata, il torrione del Portello, il torrione di San Giorgio ed il torrione della Campana. Tra questi ultimi due si trova ancora una delle due porte d'accesso alla città, porta Nuova.
- Parco della Rotonda:  si sviluppa a nord del sistema fortificato della città di Gradisca che conserva tuttora il torrione della Campana e la Porta Nuova, dalla quale si accede al centro storico.

### Monumenti
- Monumento alla Redenzione, piazza Unità d'Italia. Il monumento si trova al centro della piazza, di fronte al teatro comunale. È costituito da un'alta colonna con bassorilievi dedicati a varie fasi della storia gradiscana, su cui poggia un leone di San Marco in bronzo, simbolo della Repubblica di Venezia. Nel 1922 Giovanni Battista Novelli vinse il concorso per la realizzazione del monumento alla Redenzione di Gradisca con questo sobrio progetto[10]. L'opera fu inaugurata il 21 aprile 1924.
- Monumento in ricordo di Romeo Battistig (patriota ed esponente dell'irredentismo italiano caduto a Sagrado nel 1915)

## Società

### Evoluzione demografica
Abitanti censiti

### Etnie e minoranze straniere
Gli stranieri residenti a Gradisca d'Isonzo al 1° gennaio 2024 sono 375 e rappresentano il 5,8% della popolazione residente. La comunità straniera più numerosa è quella proveniente dalla Romania con il 14,4% di tutti gli stranieri presenti sul territorio, seguita dal Marocco, Senegal e Bangladesh.

### Lingue e dialetti
A Gradisca d'Isonzo, accanto alla lingua italiana, la popolazione utilizza la lingua friulana. Ai sensi della deliberazione n. 2680 del 3 agosto 2001 della Giunta della Regione autonoma Friuli-Venezia Giulia, il Comune è inserito nell'ambito territoriale di tutela della lingua friulana ai fini della applicazione della legge 482/99, della legge regionale 15/96 e della legge regionale 29/2007.
La lingua friulana che si parla a Gradisca d'Isonzo rientra fra le varianti appartenenti al friulano goriziano.
Presenta una certa diffusione anche un dialetto locale della lingua veneta.

## Cultura

### Biblioteca
La biblioteca comunale si trova in via della Campagnola 18, all'interno di casa Maccari. Fa parte del sistema bibliotecario della provincia di Gorizia, gestito dal consorzio culturale del Monfalconese.
La struttura vanta un patrimonio librario di circa 45.000 volumi. In biblioteca possono essere consultati l'archivio storico della città di Gradisca (40 cartolari di documenti dal XVI al XX secolo), il Fondo Mosetti (con materiali minori lasciati al comune da Alfonso Mosetti) e lo Schedario storico gradiscano (meglio conosciuto come Schedario Patuna in quanto compilato da Ettore Patuna; redatto sulla base dei documenti conservati nell'archivio storico), oltre a un limitato numero di opere antiche di interesse locale, provenienti da donazioni.

### Scuole
Nel territorio comunale sono presenti 1 scuola dell'infanzia, 1 scuola primaria, 1 scuola secondaria di primo grado e 1 scuola secondaria di secondo grado tecnico-agraria-economico. L'ISIS “Brignoli-Einaudi-Marconi” nasce nell’anno scolastico 2011-2012 dall’accorpamento di tre Istituti Tecnici di Gradisca d'Isonzo e Staranzano.
Le prime 3 scuole, assieme alla scuola dell'infanzia e primaria di Farra, fanno parte dell'istituto comprensivo "della Torre" di Gradisca d'Isonzo.
Inoltre il comune di Gradisca d'Isonzo, assieme ai comuni di Romans d'Isonzo, Villesse e Farra d'Isonzo, dispone di due asili nido intercomunali a Versa e Farra.

### Musei
- Galleria regionale d'arte contemporanea "Luigi Spazzapan", via Ciotti 51. È ospitata in palazzo Torriani e si sviluppa su più piani. La galleria espone una mostra permanente di opere (soprattutto dipinti) dell'artista gradiscano Luigi Spazzapan. La collezione è completata da opere di artisti friulani e giuliani del '900. La galleria fu fondata nel 1976 ed inaugurata nel 1977. Durante l'anno propone anche mostre temporanee. Recentemente (2010) la galleria d'arte ha ampliato i propri spazi espositivi ed al fine di ottenere maggior visibilità ha spostato il proprio ingresso da via Battisti 1 all'area pedonale di via Ciotti.
- Museo documentario della città, via della Campagnola 18. È ospitato in casa Maccari ed illustra, tramite un percorso espositivo cronologico, la storia di Gradisca. Il museo contiene frammenti lapidei, armi medievali e rinascimentali, monete, tele sei-settecentesche ed oggettistica varia.
- Lapidario civico, via Battisti. È collocato al piano terra della loggia dei mercanti. Vi sono raccolte varie epigrafi e lapidi rinvenute nel corso degli anni a Gradisca. Interessante è la lapide sepolcrale di Francesco Ulderico della Torre, capitano della città.

### Teatri
- Teatro comunale, denominato dopo la sua riapertura "Nuovo teatro comunale", via Ciotti 1. L'attuale teatro sorge al posto di un pubblico granaio, risalente ai tempi del capitanato di Francesco Ulderico della Torre. Nel 1792 il vecchio granaio fu messo dalla deputazione provinciale a disposizione dei patrizi per trasformarlo in teatro. In realtà già da vent'anni nell'edificio avevano luogo rappresentazioni teatrali[19]. Successivamente alla demolizione delle mura ed alla creazione di una nuova piazza, piazza Unità d'Italia, nuovo centro della città, il teatro venne a trovarsi non affacciato su quest'ultima. Qui difatti si poteva notare il fronte laterale del teatro, il cui ingresso era invece su via Ciotti. Solo nel 1925 s'attuò la sua ristrutturazione costruendo la sua facciata principale verso la piazza, con la realizzazione di una serie di portici, come previsto dal piano di ricostruzione a cura dell'UPRA, ufficio provinciale ricostruzioni architettura, diretto da Max Fabiani[20]. Il teatro, dopo molti anni di chiusura e dopo un lungo periodo di ristrutturazione e restauro, venne riaperto ed inaugurato nell'aprile 2009. Ha una capienza di 323 posti a sedere (349 senza golfo mistico)[21].
- Sala civica "Antonio Bergamas", via Bergamas 3. Ha una capienza di 148 posti[22].
- Sala "G. B. Coassini", campiello Emo 2

### Inno a Gradisca (1898)
Miei compagni, su intoniamo
a Gradisca un degno canto:
se l'amor di patria è santo,
il cantarlo è una virtù.
Noi t'amiam, bella Gradisca,
perché antica è la tua storia,
perché il nimbo della gloria
il tuo stemma circondò.
Rit. Se il leone di San Marco
più non veglia sui torrioni
diverremo noi leoni
se il nemico attaccherà!
Oh! Gradisca, noi t'amiamo
per gli olenti tuoi giardini,
per i bianchi tuoi villini,
per l'azzurro del tuo ciel!
Vaghe son le tue donzelle
come i fior di primavera;
del latin sangue va fiera
la tua balda gioventù.
Rit. Se il leone di San Marco
più non veglia sui torrioni
diverremo noi leoni
se il nemico attaccherà!
Parole di Edmondo Zumin (1873-1955)
musica (polca) Riccardo Zumin

### Eventi
- Chocofest, una festa dedicata al cioccolato. È la festa a tema cioccolato più grande della regione.
- Ethnicfest, una festa dedicata alle tradizioni culinarie nel mondo.
- Mercatino dell'antiquariato e dell'usato "Alpe Adria", ogni terza domenica del mese.

## Economia

### Artigianato
Per quanto riguarda l'artigianato, Gradisca è rinomata per la produzione di ceramiche e di terrecotte.

## Infrastrutture e trasporti

### Rete stradale ed autostradale
A nord della città corre l'autostrada A34 con uno svincolo con ingresso/uscita su via Udine (SR 305). Il comune risulta un importante nodo viario sovracomunale ed è attraversato da diverse infrastrutture viarie d'importanza regionale: SR 252, SR 305 e SR 351.

### Rete ferroviaria
Sul territorio non si trova nessuna linea ferroviaria. Quella più vicina si trova nel comune limitrofo di Sagrado (linea Udine–Trieste). Nella frazione di Poggio Terza Armata si trovava la stazione ferroviaria di Gradisca-San Martino, che serviva la città fino al 2002, anno della sua soppressione. La stazione era collegata in modo diretto al centro della città tramite la passerella sull'Isonzo di Poggio. Oggigiorno i pendolari gradiscani utilizzano la vicina stazione di Sagrado.

Ad ovest del centro abitato è visibile il sedime ferroviario della linea Cormons–Redipuglia, tratta che non fu però mai portata a termine. Due sono i maggiori manufatti ingegneristici: il ponte in ferro sul fiume Isonzo e quello sull'A34. Quest'ultimo è stato ruotato in modo da risultare perpendicolare rispetto ai lati della strada a seguito della trasformazione del RA 17 in autostrada.

## Amministrazione
| Periodo | Periodo   | Primo cittadino    | Partito         | Carica  | Note |
| ------- | --------- | ------------------ | --------------- | ------- | ---- |
| 1995    | 1999      | Gianni Fabris      | centro          | sindaco |      |
| 1999    | 2004      | Gianni Fabris      | centro-sinistra | sindaco |      |
| 2004    | 2009      | Franco Tommasini   | centro-sinistra | sindaco |      |
| 2009    | 2014      | Franco Tommasini   | centro-sinistra | sindaco |      |
| 2014    | 2019      | Linda Tomasinsig   | centro-sinistra | sindaco |      |
| 2019    | 2024      | Linda Tomasinsig   | centro-sinistra | sindaco |      |
| 2024    | in carica | Alessandro Pagotto | centro-sinistra | sindaco |      |

### Gemellaggi
- Castua, dal 2003
- Ibrány, dal 2004

Dall'inizio del novanta Gradisca intrattiene rapporti d'amicizia con la cittadina austriaca di Althofen con scambi a livello istituzionale, parrocchiale e scolastico, anche se ufficialmente non è stato mai sancito un gemellaggio.

## Sport
Maggior società calcistica cittadina è l'Itala San Marco, che disputa le sue partite in casa allo stadio Gino Colaussi, dedicato all'attaccante (nativo proprio di questo comune) campione del mondo 1938 con la nazionale italiana. Caratterizzata dai colori sociali bianco-blu, vanta quale maggior successo della propria storia la partecipazione alla quarta serie nazionale allorché essa ebbe carattere professionistico.
Dal 1986 si tiene annualmente il Torneo Internazionale "Città di Gradisca" – Trofeo "Nereo Rocco", con squadre giovanili provenienti da tutto il mondo.
Il calcio in città è praticato anche dal Gradisca Football Club, che tuttavia partecipa alla non lucrativa Lega Calcio Friuli Collinare. I colori sociali sono il nero e l'arancio.

### Impianti sportivi
Gli impianti sportivi sono concentrati a nord della città nell'area di via dei campi (primo nucleo della cittadella dello sport) ed a sud-ovest del centro storico.
- Stadio "Gino Colaussi". Lo stadio è stato il primo impianto all'inglese (privo di recinzione fra la tribuna principale ed il campo di gioco) dell'intero calcio professionistico italiano.
- Palazzetto dello sport "Ciro Zimolo"
- Bocciodromo
- Campi da tennis "Roberto Cocchi"
- Palestra polivalente "Sergio Macoratti"
- Pista internazionale da pattinaggio scoperta, è stata inaugurata il 25 ottobre 2009 alla presenza della pluri-campionessa del mondo Tanja Romano.
- Campo sportivo "S. Valeriano"
- Campo sportivo "G. B. Coassini"